# Wolfgang Fritz Haug
Wolfgang Fritz Haug (* 23. března 1936) je marx-freudovský teoretik zaobírající se především reklamou a jejím vztahem k fetišismu.
Nejznámější Haugovou prací je kniha Warenästhetik (angl. Commodity Aesthetic), v níž vyjádřil názor, že reklama převádí sexuální touhy člověka (v širokém freudovském smyslu) na touhy konzumní, což je výhodné pro celý kapitalistický systém, neboť lidskou touhu lze takto ukojit, předvídat, kontrolovat a nakonec i skrze nabídku fetišizovaných předmětů formovat. Haugova kritická analýza reklamy se podobá analýze Judith Williamsonové v knize Decoding advertisements. Z freudismu si Haug vypůjčuje zejména koncept sublimace, z marxismu koncepty reifikace (György Lukács) a hegemonie (Antonio Gramsci).